# پیشتازان فضا: مجموعه پویانمایی
پیشتازان فضا: مجموعه پویانمایی (انگلیسی: Star Trek: The Animated Series) یک مجموعه تلویزیونی پویانمایی علمی تخیلی ساخته جین رادنبری است که از سال ۱۹۷۳ تا ۱۹۷۴ از شبکه ان‌بی‌سی پخش شده‌است.